# حي الأندلس (البيضاء)

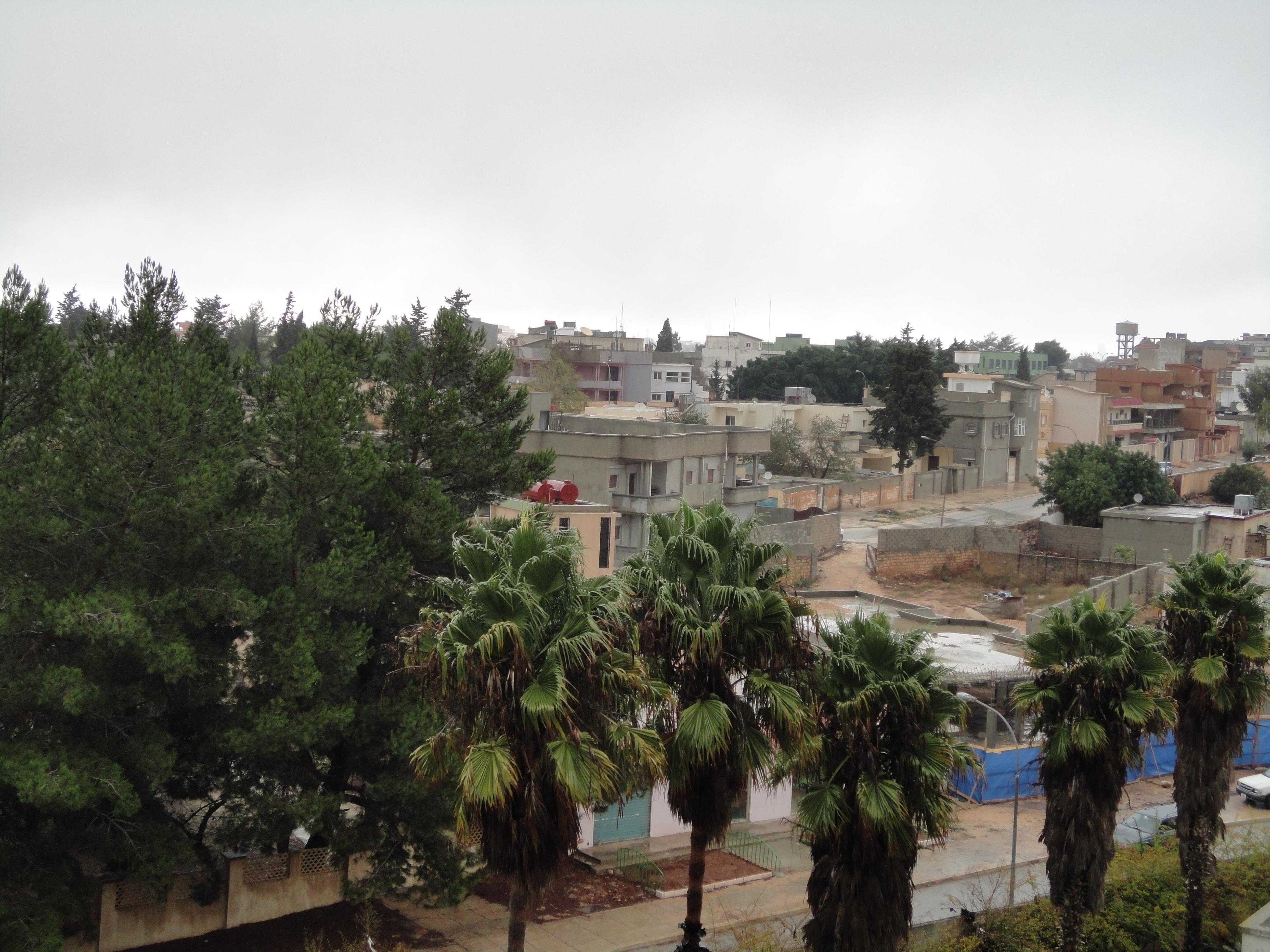
حي الأندلس بمدينة البيضاء في عام 2010

حي الأندلس يقع بين غرب حي الزيتونة وشرق الكاوة وسط مدينة البيضاء في ليبيا. ويعرف كذلك باسم حي المعلمات. ترجع أهمية هذا الحي لاحتوائه على البرلمان الليبي سابقاً، قاعات للاجتماعات الآن، حيث يقع جنوبها الشارع الرئيسي بالمدينة شارع العروبة.